# جورج یاکوبسکو
جورج یاکوبسکو (انگلیسی: George Iacobescu؛ زادهٔ ۹ نوامبر ۱۹۴۵) مدیر اجرایی و کارآفرین اهل رومانی است، که در سال ۱۹۹۳ گروه قناری ورف را تأسیس کرد.